# Dipleurosoma gemmifera
Dipleurosoma gemmifera is een hydroïdpoliep uit de familie Dipleurosomatidae. De poliep komt uit het geslacht Dipleurosoma. Dipleurosoma gemmifera werd in 1938 voor het eerst wetenschappelijk beschreven door Thiel. 